# 大阳王
大阳王（?—?），又称太阳王，高句丽平原王高阳成的儿子，大阳王应是儿子宝藏王（高宝藏）的追号。642年，盖苏文杀害了荣留王高建武，立大阳王的儿子高宝藏为王。
- 父亲：平原王高阳成（高汤）
- 兄长：婴阳王高元、荣留王高建武
- 姐妹：平冈公主